# Sindicat Agrícola (el Soleràs)
El Sindicat Agrícola és una obra noucentista del Soleràs (Garrigues) inclosa a l'Inventari del Patrimoni Arquitectònic de Catalunya.

## Descripció
Edifici fet amb maó arrebossat i pedra vista per als llocs més destacats i rajola, quasi com a motius decoratius. El més característic de l'edifici són els grans finestrals allargats en arc de mig punt, dividits per pilares i impostes, i les línies ondulants del coronament de la façana. Avui la bellesa funcional d'aquesta edifcicació es veu afectada per les modificacions i ampliacions necessàries, però respectant poc el volum preexistent. En l'actualitat l'edifici ocupa una superfície d'uns 1500m2, repartida en dues plantes d'un sol bloc. A la planta baixa hi ha la fàbrica de l'oli, la zona dedicada a la disgregació i dessecació d'oruxo, la sala d'extracció d'olis, un generador de vapor, magatzems d'oruxo, d'expedició, una sala d'envasat, d'inferns. Al primer pis hi ha el magatzem, la recepció, la zona d'extracció d'oli d'oruxo, els serveis, els vestuaris, la sala de productes fitosanitaris i les oficines. La capacitat del magatzem és de 433.000 litres, a més tenen tres dipòsits de polièster que contenen un total de 48.000 litres.

## Història
Fou construït el 1920, aquest mateix any, l'arquitecte, construí els cellers de Nulles, Cornudella, Falset i Cabra del Camp. També la cooperativa de l'Albi i la d'Arbeca són projectes seus.
Durant la dècada dels seixanta del segle XX es substitueix la teulada original per una de nova, així com el paviment original de fusta.